# Hélio Varela
Hélio Sandro Oliveira Alves Varela (* 3. května 2002) je kapverdský profesionální fotbalista, který hraje na pozici křídelníka za belgický klub KAA Gent. Narodil se v Portugalsku, ale hraje za kapverdský národní tým.

## Klubová kariéra
Varela je mládežnickým produktem klubů Monte Caparica, Charneca Caparica, Vitória Setúbal a Cova da Piedade. Svoji profesionální kariéru zahájil v Amoře v roce 2020, než přestoupil do Sintrense v Segunda Divisão na sezónu 2021/22. V létě 2022 se přestoupil do Portimonense. V klubu debutoval 30. července 2023 v penaltovém rozstřelu v utkání Taça da Liga proti Leixões, kdy zápas skončil 0:0 (5:4). Svůj první ligový gól vstřelil 26. srpna 2023 při remíze 1:1 s Aroucou.
Dne 16. srpna 2024 podepsal Varela smlouvu s Gentem. Dne 30. října debutoval Varela za klub v belgickém poháru proti Union Rochefortoise, kde okamžitě vstřelil 2 góly.

## Reprezentační kariéra
Varela, narozený v Portugalsku, má kapverdský původ. V říjnu 2023 byl povolán do národního týmu Kapverd na sérii přátelských zápasů. Debutoval 12. října 2023 jako náhradník v přátelském utkání, které prohráli 5:1 s Alžírskem.

## Statistiky

### Klubové
Platí k zápasu hranému 16. března 2025.
| Klub              | Sezóna            | Liga                   | Liga   | Liga | Národní pohár | Národní pohár | Ligový pohár | Ligový pohár | Kontinentální | Kontinentální | Ostatní | Ostatní | Celkově | Celkově |
| Klub              | Sezóna            | Soutěž                 | Zápasy | Góly | Zápasy        | Góly          | Zápasy       | Góly         | Zápasy        | Góly          | Zápasy  | Góly    | Zápasy  | Góly    |
| ----------------- | ----------------- | ---------------------- | ------ | ---- | ------------- | ------------- | ------------ | ------------ | ------------- | ------------- | ------- | ------- | ------- | ------- |
| Amora             | 2020/21           | Campeonato de Portugal | 8      | 0    | 1             | 0             | —            | —            | —             | —             | —       | —       | 9       | 0       |
| Sintrense         | 2021/22           | Campeonato de Portugal | 26     | 5    | 1             | 0             | —            | —            | —             | —             | —       | —       | 27      | 5       |
| Portimonense      | 2022/23           | Primeira Liga          | 33     | 6    | 1             | 0             | 1            | 0            | —             | —             | 2       | 0       | 37      | 6       |
| Portimonense      | 2023/24           | Segunda Liga           | 1      | 0    | 0             | 0             | —            | —            | —             | —             | —       | —       | 1       | 0       |
| Portimonense      | Celkově           | Celkově                | 34     | 6    | 1             | 0             | 1            | 0            | —             | —             | 2       | 0       | 38      | 6       |
| Gent              | 2024/25           | Jupiler Pro League     | 10     | 0    | 1             | 2             | —            | —            | 4             | 0             | —       | —       | 15      | 2       |
| Celkově v kariéře | Celkově v kariéře | Celkově v kariéře      | 78     | 10   | 4             | 2             | 1            | 0            | 4             | 0             | 2       | 0       | 87      | 12      |